# جيف ليساندرو
جيف ليساندرو (بالإنجليزية: Jeff Lisandro)‏ هو لاعب بوكر أسترالي، ولد في القرن العشرين في برث في أستراليا.